# Wang Can
Wáng Càn (chinesisch 王粲, IPA (hochchinesisch) [u̯ɑŋ35 tsʰan51], W.-G. Wang Ts'an), Großjährigkeitsname (Zi) Zhongxuan (chinesisch 仲宣, * 177; † 217) war ein Beamter, Gelehrter und Dichter der späten Han-Dynastie. Er beteiligte sich rege an Gesetzesentwürfen und Reformen des Obersten Ministers Cao Cao und trug so zur Befestigung der Macht der Cao-Familie bei, die einige Jahre nach seinem Tod selbst den Kaiser stellte.

## Leben
Wang Can stammte aus der Guanping-Kommandantur (im heutigen Bezirk Zou, Shandong) und war der Sohn eines hohen Beamten. Sein Großvater und Urgroßvater hatten unter Kaiser Shun und Ling hohe Ämter am Hof bekleidet und gehörten zu den Drei Fürsten (三公).
Nachdem der Kriegsherr Dong Zhuo im Jahr 190 den Kaiser in seine Gewalt gebracht und im folgenden Jahr die Hauptstadt von Luoyang in das strategisch günstiger gelegene Chang’an verlegt hatte, zog Wang Can 191 in die Hauptstadt und blieb dort auch nach Dong Zhuos Sturz (192). Er wurde dort Schüler des bekannten Gelehrten und Kalligrafen Cai Yong. Die Machthaber Li Jue und Guo Si boten dem jungen Wang Can einige Ämter an, aber er lehnte ab. Im Jahr 194 verließ er die Hauptstadt und zog in die Jingzhou-Provinz (im heutigen Hubei und Hunan), um dem Gouverneur Liu Biao zu dienen. Dort konnte er jedoch keine hohe Stellung erreichen. Nach Liu Biaos Tod und der Niederlage seines Sohnes Liu Cong gegen den Kriegsherrn Cao Cao im Jahr 208 verließ Wang Can, der Liu Cong zur Kapitulation geraten hatte, die Jingzhou-Provinz und bot Cao Cao seine Dienste an.
Unter Cao Cao geriet Wang Can in eine Schlüsselposition der Regierung. Der Kriegsherr und Oberste Minister des Kaisers Xian, den er völlig unter seine Vormundschaft gestellt hatte, ließ sich im Jahr 213 zum Herzog von Wei ernennen und erhielt ein Lehen von zehn Städten. Er beauftragte nun Wang Can, die Gesetze des Staates zu revidieren und nach Cao Caos Vorstellungen zu reformieren. Diese Aufgabe war vor allem dadurch nötig geworden, dass die Innenpolitik der späten Han-Dynastie (vor allem unter Kaiser Ling) die Zentralmacht gefährdet und die Bevölkerung geplagt hatte, und dass Cao Caos Machtbereich nicht mehr ganz China umfasste, sondern nur noch den Teil nördlich des Jangtsekiang.
Die Chroniken der Drei Reiche berichten eine Anekdote, die Wang Can ein fotografisches Gedächtnis zuschreibt: Er soll einer Partie Go zugesehen haben, bis einer der Spieler zufällig das Brett umstieß. Wang Can stellte dann angeblich die Steine aus dem Gedächtnis wieder an ihre Plätze.
Im Herbst 216 folgte Wang Can Cao Cao auf einem Feldzug gegen den südlichen Kriegsherrn Sun Quan, aber auf dem Marsch erkrankte er und starb im Frühjahr 217.

## Literarisches Vermächtnis
Wang Can galt neben seiner Beamtentätigkeit als talentierter Dichter. Er wurde neben sieben weiteren Dichtern zu den Sieben Meistern der Jian'an-Periode (建安七子) gezählt, die unter dem Eindruck des chinesischen Bürgerkriegs ruhige, melancholische Poesie verfassten. Sein damals bekanntestes Gedicht war das Lied der Sieben Sorgen (七哀诗), in dem das Kriegsleid des Volkes zum Ausdruck gebracht wird. Seine Gedichte sind nicht erhalten.
Er gilt auch als Verfasser eines Berichts über Helden (英雄記), das sich mit der Herkunft und dem Werdegang verschiedener (bereits verstorbener) Personen seiner Zeit befasste. Es diente während einer späteren Redaktion zur Überarbeitung der Chroniken der Drei Reiche und ist nur in Form von Zitaten erhalten.